# Girls Just Wanna Have Fun (singel av Monster)
"Girls Just Wanna Have Fun" är en låt av det svenska punkrock-/skabandet Monster från  1997. Låten finns inte med på något studioalbum, men utgavs som singel på Ampersand Records.
"I Can't Handle Myself" och "The Longest Line" finns också inkluderad på samlingsalbumet A Brief History of Monster (1997). "The Longest Line" var sedan tidigare utgiven på EP-skivan Honour Your Friends 1996.

## Låtlista
A
1. "Girls Just Wanna Have Fun"

B
1. "I Can't Handle Myself"
2. "The Longest Line" (Short Dub Version)

### Fotnoter
1. ↑  ”Girls Just Wanna Have Fun”. Discogs.com. http://www.discogs.com/Monster-Girls-Just-Wanna-Have-Fun/release/2690596. Läst 19 april 2012.
2. ↑  ”Monster”. Discogs.com. http://www.discogs.com/artist/Monster+%283%29. Läst 19 april 2012.